# Palacio Mocenigo Gambara
El palacio Mocenigo Gambara es un palacete italiano situado en el sestiere de Dorsoduro en Venecia, con fachada al Gran Canal, junto a los  palacios Contarini de los Scrigni y Corfù y al palacio Querini en la Carità. Se encuentra a poca distancia de la Galería de la Academia de Venecia y en frente del palacio Giustinian Lolin.

## Historia
Este edificio fue construido sobre uno anterior del siglo XVII, tal vez de Mauro Codussi, por los Mocenigo durante la segunda mitad del siglo XVII como residencia familiar. En este periodo Giovanni Antonio de' Sacchis se encargó de pintar los frescos de las paredes del patio interior (obra en la actualidad desaparecida). Durante los últimos años del siglo XVIII cuando, por vía del matrimonio entre  Francesco Mocenigo y Eleonora Gambara en 1678, el palacio ya había pasado a la familia Gambara, se encargó la decoración del interior con frescos a los pintores Giambattista Canal y Jacopo Guarana.
Hoy en día, el edificio pertenece a la «Asociación de la industria de Venecia».

## Descripción
El palacio Gambara se muestra como un edificio de realización neoclásica de tres plantas, con entresuelo entre el bajo y la planta noble, levantado sobre un solar irregular, en torno a un patio.
La fachada es asimétrica, con portal rectangular desplazado hacia la mitad derecha, y de escaso interés arquitectónico. En la planta noble el hueco principal se corresponde con el portal, mostrando una serliana abalconada que combina un arco de medio punto con dinteles y un tímpano triangular, a diferencia del resto de las cinco monóforas, que están rematadas con frontones con arco de medio punto. La disposición de estas ventanas también es asimétrica: cuatro a la izquierda de la serliana y una a la derecha.
En el interior, se conservan los frescos alegóricos que pintó Giambattista Canal, en torno a 1769 en el gran salón de la planta noble.